# Ober-Flörsheim
Ober-Flörsheim település Németországban, Rajna-vidék-Pfalz tartományban. Lakosainak száma 1334 fő (2023. december 31.).

## Népesség
A település népességének változása:
| Lakosok száma | 948  | 1217 | 1257 | 1301 | 1332 | 1334 |
|               | 1975 | 2017 | 2019 | 2021 | 2022 | 2023 |